# 神殿奉献 (ヴーエ)
『神殿奉献』(しんでんほうけん、仏: La Présentation au Temple、英: Presentation of Christ in the Temple) は、17世紀フランスの画家シモン・ヴーエが1640–1641年ごろ、キャンバス上に油彩で制作した絵画である。イエス・キリストの神殿奉献を主題としており、イエズス会のサン・ポール・サン・ルイ教会 (Saint-Paul- Saint-Louis) のための主祭壇画としてリシュリュー枢機卿により委嘱された。現在、パリのルーヴル美術館に所蔵されている。なお、この絵画の上部パネルをなしていた『聖ルイの神格化』は現在、ルーアン美術館に所蔵されている。

## 作品

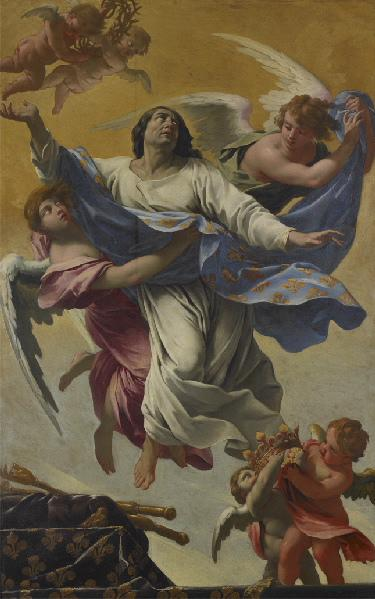
シモン・ヴーエ『聖ルイの神格化』(1640-1641年ごろ)、ルーアン美術館

この絵画は、彫刻、多色大理石の装飾、金箔を施したブロンズの装飾などからなる非常に豊かな集合体の1部をなしていたもので、それはイエス・キリストとフランス王家に捧げられていた。この集合体の第1段目は、おそらく1638年に生まれた将来のルイ14世を示唆したもので、『神殿奉献』の絵画の両側には、聖ルイ、カール大帝、そしてイエズス会のイグナチオ・デ・ロヨラとフランシスコ・ザビエルの彫像が設置されていた。
本作が設置されていた祭壇には回転する装置が備えられ、本作以外にもフィリップ・ド・シャンパーニュの『煉獄の魂のためにキリストに嘆願するキリスト』 (オーギュスタン美術館、トゥールーズ) と、クロード・ヴィニョンの『キリストの復活』 (ミニム 《Minimes》 教会、トゥールーズ) を交替で展示できるようになっていた。集合体の第2段目には、ルーアン美術館所蔵の『聖ルイの神格化』が聖母マリアと福音記者ヨハネに挟まれる形で設置され、第3段目には、磔刑の彫像の下に荘厳なマグダラのマリアの彫像が配置されていた。
本作の主題は、『新約聖書』中の「ルカによる福音書」 (2章22-40) から採られている。聖母マリアと聖ヨセフが生まれたイエス・キリストをモーセの律法に倣って、エルサレムの神殿に連れていく。画面では、マリアが老人のシメオンにイエスを手渡している。
この絵画は、動感のあるポーズや光を巧みに使った明暗表現などバロック的要素を持ち合わせている。画面は、大きな対角線にしたがって構成されている。画家は、引き立て役の人物たちを最前列に描くことにより遠近感を強調する一方で、重ね合わせる描法を用い、前景の人物たちの姿で後景の人物たちの姿を部分的に隠している。絵画の回転するような動感は、エルサレムの神殿建築のエンタブラチュア (柱上部の水平部分) だけでなく、画面上部左側にいる2人の天使にも引き継がれる。ヴーエは、わずかな部分しか見えていない巨大な建築によって絵画の構図を壮大なものとし、さらに視点を非常に低く設定している。